# سلاح الجو الملكي الأردني
سلاح الجو الملكي الأردني، هو أحد تشكيلات القوات المسلحة الأردنية. تأسس عام 1955، ويعد الجهة الأساسية للدفاع الجوي في المملكة، وتتمثل مهمته في حماية أجواء الأردن، وتقديم الدعم للقوات البرية، والمساهمة في الاستراتيجية الوطنية للأمن الشامل. توسع دور سلاح الجو الملكي الأردني على مر السنين من العمليات الدفاعية البحتة ليشمل حفظ السلام، والدعم الإنساني، والمشاركة الفاعلة في التحالفات الإقليمية.
يقع مقر القيادة في عمّان، ويشغّل سلاح الجو الأردني مجموعة متنوعة من الطائرات المقاتلة المتقدمة والمروحيات وطائرات النقل، مع قواعد جوية موزعة استراتيجياً في أنحاء المملكة. شهد سلاح الجو الأردني منذ تأسيسه جهود تحديث كبيرة لتعزيز قدراته ومواكبة التحديات الأمنية المتغيرة. كما يرتبط سلاح الجو الملكي الأردني بعلاقات تعاون وثيقة مع حلفاء دوليين مثل الولايات المتحدة وعدة دول من حلف شمال الأطلسي، من خلال تدريبات مشتركة وشراكات دفاعية.
نال سلاح الجو الملكي الأردني مكانة محترمة في الشرق الأوسط بفضل كفاءة أفراده ومساهماته في تحقيق الاستقرار والأمن الإقليمي. ويركز سلاح الجو الأردني على التدريب والتطوير التقني المستمر، ما يعزز جاهزيته وقدراته العملياتية، ويجعله ركيزة أساسية في منظومة الدفاع الوطني الأردني.

## تاريخ

### التأسيسات المبكرة والتأثير البريطاني (1931–1955)
نال الأردن استقلاله عام 1946، لكن أولى قواعده الجوية أُنشئت في وقت مبكر من عام 1931 على يد سلاح الجو الملكي البريطاني لحماية المصالح البريطانية والحفاظ على الاستقرار في المنطقة. اقتصر الدفاع الجوي الأردني في البداية على المراقبة والاستطلاع، مع مساهمة البريطانيين في تطوير هذه القوة الناشئة. وبحلول عام 1948، بدأ الأردن بتشكيل وحدة جوية صغيرة عُرفت باسم "الفيلق الجوي العربي" بمساعدة سلاح الجو الملكي البريطاني للتدريب والتجهيز. كانت طائرة دي هافيلاند فامباير البريطانية أول مقاتلة رئيسية للفيلق، كما استُخدمت طائرة فيكرز VC.1 فايكنغ لنقل كبار الشخصيات بما في ذلك ملك الأردن.
في عام 1955، أدرك الملك الحسين الحاجة إلى قوة جوية أكثر استقلالية وكفاءة ضمن أهداف التحديث الوطني، فتأسس سلاح الجو الملكي الأردني رسميًا في 25 سبتمبر 1955. وفي نفس العام، تلقى الأردن أولى طائرات التدريب الحديثة من المملكة المتحدة، مما عزز جهود التدريب الفني للطيارين. وبحلول عام 1958، غادرت القوات البريطانية الأردن بالكامل، وتولى سلاح الجو الملكي الأردني السيطرة الكاملة على المطارات والقواعد الجوية الوطنية، في تحول نحو الاعتماد الذاتي.

### حرب الأيام الستة وما تلاها (الستينيات)
وسّع سلاح الجو الملكي الأردني في أوائل الستينيات قدراته من خلال اقتناء طائرات هوكر هنتر للدفاع الجوي، مما عزز من إمكانيات الأردن القتالية مع تصاعد التوترات الإقليمية. في ديسمبر 1964، شارك سلاح الجو الأردني في حادثة جوية بارزة فوق الضفة الغربية، حيث واجهت أربع طائرات ميراج إسرائيلية أربع طائرات هنتر أردنية، وأسفر الاشتباك عن إصابة إحدى طائرات الميراج دون خسائر أردنية. وخلال حرب الأيام الستة عام 1967، واجه سلاح الجو تحديات قاسية إذ دمرت الغارات الجوية الإسرائيلية معظم الطائرات الأردنية وهي على الأرض، ما أدى إلى فقدان شبه كامل للأسطول. ورغم هذه الخسائر، بادر سلاح الجو الأردني بسرعة إلى إعادة البناء، حيث تلقى دعماً من المملكة المتحدة التي زودته بطائرات هنتر إضافية ودعمت برامج التدريب.

### التحديث والتحالفات الإقليمية (السبعينيات)

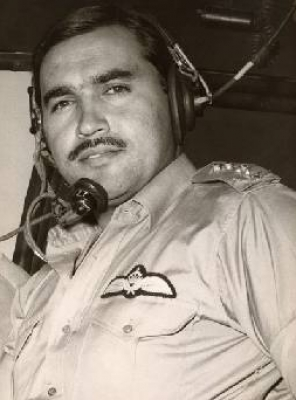
الرائد فراس العجلوني، قائد سرب طائرات في حرب حزيران 1967، الذي تسبب لإسرائيل بخسائر كبيرة 1966

شرع سلاح الجو الملكي الأردني في جهود تحديث كبيرة بعد الخسائر الفادحة التي تكبدها في حرب 1967. ففي أوائل السبعينيات، حصل الأردن على طائرات لوكهيد إف-١٠٤ ستارفايتر من الولايات المتحدة، إلا أن هذه الطائرات اعتُبرت لاحقًا غير مناسبة لاحتياجات الدفاع الأردنية بسبب تكاليف تشغيلها العالية وتعقيد صيانتها، ليتم نقلها إلى سلاح الجو الباكستاني عام 1977، ما دفع الأردن للبحث عن بدائل أخرى.
خلال هذه الفترة، حصل سلاح الجو أيضًا على طائرات نورثروب F-5 تايغر من إيران، في إطار التحالف الاستراتيجي بين الأردن وإيران في عهد الشاه. أصبحت هذه الطائرات عنصرًا أساسيًا في استراتيجية الدفاع الأردنية، مما مكّن المملكة من رفع قدراتها العملياتية الإقليمية.
بالإضافة إلى ذلك، بدأ سلاح الجو باستخدام طائرات التدريب سيسنا T-37 تويت، والتي ساعدت في تأسيس قاعدة محلية لإعداد الطيارين والكوادر الفنية. وفي عام 1975، أخرج سلاح الجو الأردني أسطوله من طائرات هوكر هنتر من الخدمة، حيث نقلت إلى سلاح الجو العماني بعد محاولات فاشلة لبيعها في أماكن أخرى.

### حرب إيران والعراق والتطويرات المستمرة (الثمانينيات)
عقب معاهدة السلام بين مصر وإسرائيل عام 1979، شرع سلاح الجو الملكي الأردني في جهود تحديث إضافية بدعم مالي من عدة دول عربية. اختار سلاح الجو الأردني طائرة داسو ميراج F1 بدلاً من جنرال دايناميكس إف-16/79 لتكون مقاتلته الرئيسية، نظراً لتفوق إلكترونياتها وقدرتها العالية في القتال الجوي.
خلال الحرب الإيرانية-العراقية، بقي الأردن حليفاً إقليمياً للعراق، وقدم دعماً تدريبياً للطيارين العراقيين. شارك سلاح الجو الملكي الأردني في تمارين تدريبية مشتركة، سمحت للطيارين الأردنيين والعراقيين بالعمل جنباً إلى جنب في محاكاة القتال الجوي، إلا أنه لا يوجد دليل مؤكد على مشاركة أفراد سلاح الجو الأردني في مهام قتالية فعلية. وخلال هذه الفترة، حصل سلاح الجو الأردني أيضاً على طائرات لوكهيد C-130 هيركوليس، التي أصبحت أساسية في دعم مهام حفظ السلام الدولية للأردن، بالإضافة إلى الجهود الإنسانية في الشرق الأوسط وشمال أفريقيا.

### حرب الخليج وقيود الموارد (التسعينيات)

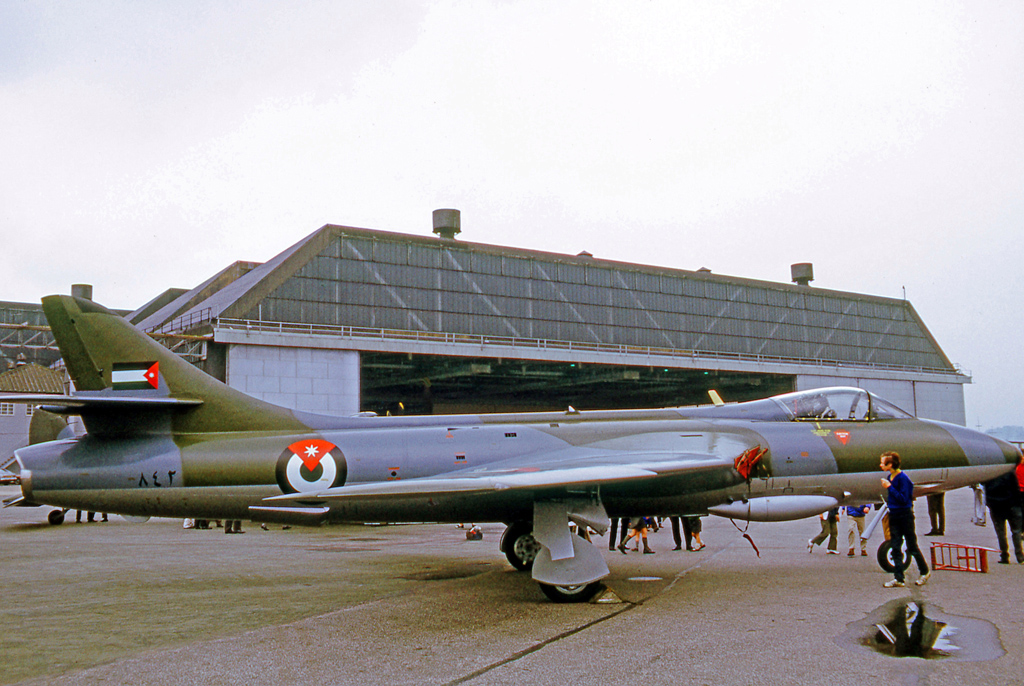
طائرة هوكر هنتر ، استخدمها سلاح الجو الأردني في فترة الستينات

تركت العلاقة السياسية المعقدة بين الأردن والعراق خلال حرب الخليج سلاح الجو الملكي الأردني في موقف صعب، إذ اختار الأردن عدم إشراك قواته في القتال. ومع ذلك، أدت تداعيات الحرب إلى ضغوط اقتصادية أثرت على سلاح الجو، ما دفعه إلى التركيز على التحديث من خلال ترقية الطائرات بدلاً من شراء طائرات جديدة. وفي محاولة للحفاظ على الجاهزية العملياتية، باع سلاح الجو سبع طائرات F-5E إلى سنغافورة، واستخدم العائدات في تمويل تحديثات لأسطوله المتبقي. شملت هذه التحديثات تركيب رادار AN/APG-67، وأنظمة تحكم نيراني متقدمة، وتطوير أنظمة التسليح، ما سمح لطائرات F-5 بالحفاظ على فعاليتها في القتال الجوي الحديث رغم افتقارها لقدرات الاشتباك خارج مدى الرؤية.
بحلول أواخر التسعينيات، كان سلاح الجو الملكي الأردني قد رسّخ مكانته كقوة جوية إقليمية قادرة توازن بين الجاهزية العملياتية والكفاءة الاقتصادية. ولعب الدعم المستمر من الحلفاء الدوليين، بما في ذلك الولايات المتحدة ودول الناتو، دورًا مهمًا في مساعدة الأردن على الحفاظ على بنية دفاعه الجوي رغم محدودية الموارد.

### العصر الحديث
بعد حرب الخليج، أطلق سلاح الجو الملكي الأردني برنامج تحديث شامل لمواجهة التحديات الأمنية الإقليمية وتعزيز قدراته الاستراتيجية. كجزء من هذه الجهود، حصل الأردن على مجموعة متنوعة من طائرات النقل والقتال والعمليات الخاصة.
في أوائل التسعينيات، اشترى الأردن طائرتين من طراز إيرباص C-295 للنقل الخفيف لدعم العمليات اللوجستية والتكتيكية. كما أدى اقتناء عدة طائرات أنتونوف An-32 من أوكرانيا إلى تعزيز قدرات الإقلاع والهبوط القصير، ما مكّن من نقل قوات العمليات الخاصة الملكية بسرعة في البيئات النائية أو الصعبة. إلا أن وضع هذه الطائرات التشغيلي أصبح غير مؤكد في السنوات الأخيرة، مع تحول التركيز إلى نماذج أحدث. وفي عام 1997، عزز الأردن قدرته على النقل التكتيكي بإضافة طائرة لوكهيد C-130 هيركوليس، التي أصبحت أساسية للعمليات المحلية والمهام الإنسانية الإقليمية.
ولتعزيز قدرات النقل الثقيل واللوجستيات، حصل سلاح الجو على طائرتي شحن من طراز إليوشن Il-76MF من روسيا عام 2006، والتي لعبت دورًا مهمًا في دعم مهام حفظ السلام الواسعة للأردن وانتشاره الدولي. كما بدأ سلاح الجو الأردني في استكشاف طائرات الدعم الناري متعددة المهام، حيث تم تحويل طائرتين من طراز CASA/IPTN CN-235 إلى طائرات AC235 بالتعاون مع مركز الملك عبد الله الثاني للتصميم والتطوير وشركة Orbital ATK الأمريكية، ومجهزة بأجهزة استشعار متطورة وتسليح دقيق لدعم العمليات الخاصة ومكافحة التمرد. لاحقًا، تم دراسة نسخة الدعم الناري من طائرة إيرباص C-295 لتعزيز قدرات الدعم الجوي القريب.

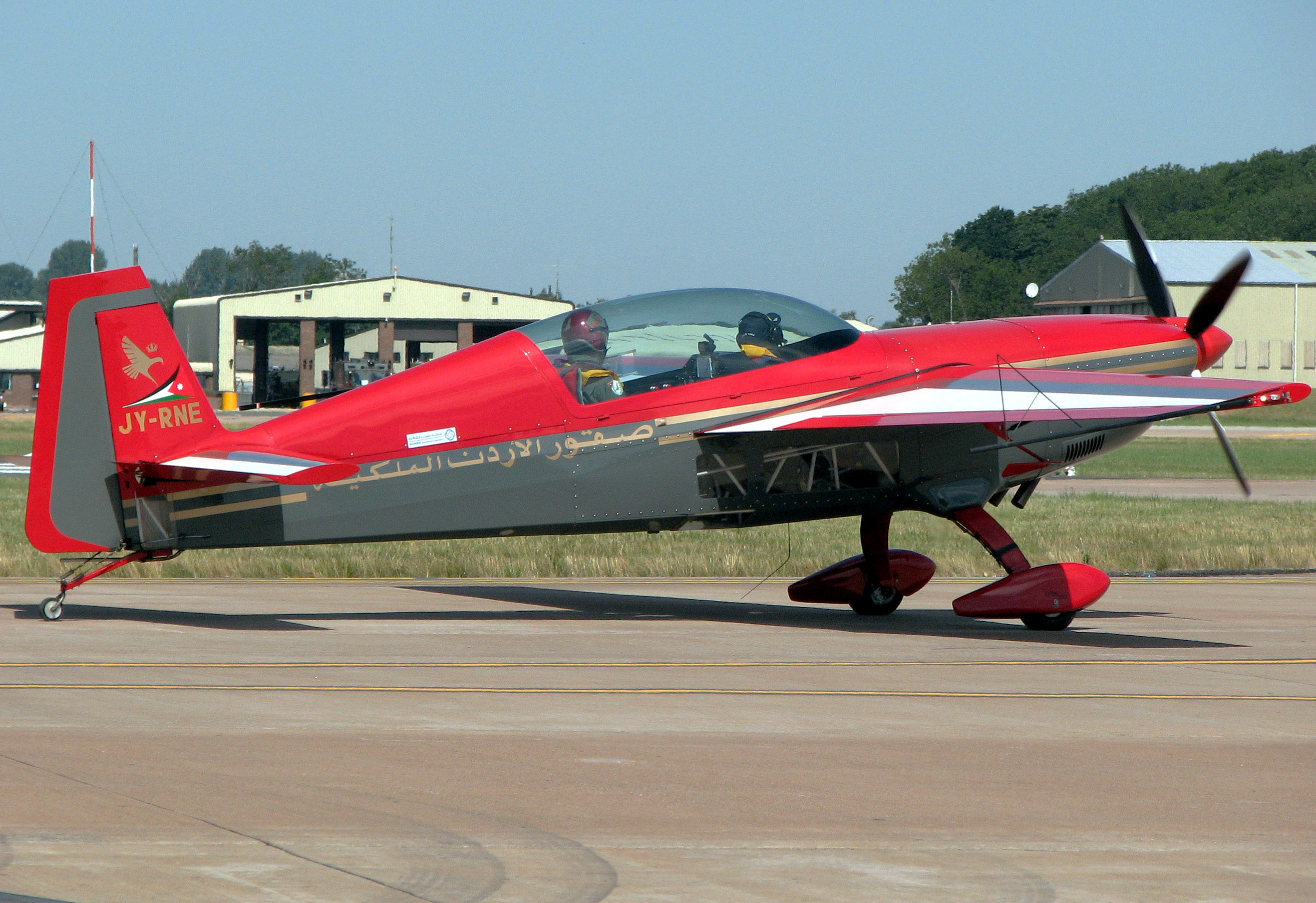
طائرات العروض الجويةإكسترا إي إيه-٣٠٠ التابعة لفريق الصقور الملكية الأردنية

يتولى لواء الطيران للعمليات الخاصة الأردني تنفيذ المهام ذات الأولوية العالية، ويشغل مروحيات سيكورسكي UH-60L بلاك هوك ومروحيات MD-530F لمهام العمليات الخاصة وحماية الحدود. وفي أواخر التسعينيات، استلم سلاح الجو الأردني سربين من مروحيات AH-1F كوبرا من الجيش الأمريكي، ثم نقل بعضها إلى باكستان مع انتقال الأردن إلى منصات جديدة، منها مروحية بوينغ AH-6 الهجومية الخفيفة.
وفي إطار برنامج المساعدات العسكرية الأمريكية، تلقى الأردن 18 مروحية Bell UH-1H فائضة عن الحاجة عام 1994، تلتها 18 أخرى عام 1996، ثم تم نقل هذه المروحيات لاحقًا إلى سلاح الجو العراقي مع انتقال الأردن إلى منصات أحدث. في السنوات الأخيرة، حصل الأردن على ثماني مروحيات UH-60A بلاك هوك عبر عقد تأجير مجاني من الولايات المتحدة، كما تم تسليم ثماني مروحيات UH-60M بلاك هوك إضافية عام 2017 ضمن منحة أمريكية بقيمة 200 مليون دولار.
يحافظ سلاح الجو الملكي الأردني على تعاون عسكري وثيق مع القوات الجوية المجاورة، حيث يقدم التدريب للطيارين البحرينيين والدعم اللوجستي لسلاح الجو العراقي. كما يلعب دورًا محوريًا في العمليات المشتركة مع سلاح الجو الأمريكي، من خلال تنفيذ تدريبات روتينية لتعزيز التكامل الإقليمي والجاهزية العملياتية. القائد الحالي لسلاح الجو الملكي الأردني هو العميد محمد الحياصات.

### العمليات في سوريا والصراعات الإقليمية (2014–حتى الآن)
كان سلاح الجو الملكي الأردني نشطًا في الصراعات الإقليمية، لا سيما في الحرب ضد تنظيم داعش وغيره من الجماعات الإرهابية في سوريا. في 16 أبريل 2014، نفذت مقاتلات أردنية غارات جوية على مركبات حاولت العبور من سوريا إلى الأردن. وفي سبتمبر من نفس العام، شارك سلاح الجو الأردني في عمليات التحالف الدولي بقيادة الولايات المتحدة ضد داعش، مما أكد التزام الأردن بأمن المنطقة.
في ديسمبر 2014، تحطمت طائرة أردنية من طراز إف-16 قرب الرقة في سوريا، وأُسر الطيار معاذ يوسف الكساسبة على يد عناصر داعش. ورغم الجهود الدبلوماسية، أُعدم الكساسبة في أوائل 2015، مما دفع الأردن إلى تجديد التزامه بمحاربة التنظيم. في 5 فبراير 2015، شن سلاح الجو الأردني ضربات مكثفة ضد مواقع داعش في سوريا، مستخدمًا 20 طائرة إف-16 في عمليات مدعومة بذخائر دقيقة التوجيه أمريكية الصنع، منها قنابل JDAM.
في عام 2015، زودت إسرائيل الأردن بـ16 مروحية Bell AH-1E/F Cobra، مما عزز قدرات سلاح الجو الأردني في مكافحة التمرد على الحدود. وأثناء نشاطه في سوريا، حول سلاح الجو الأردني بعض موارده لدعم عمليات التحالف بقيادة السعودية ضد الحوثيين في اليمن، مع استمرار وجود محدود له في سوريا.
في أواخر يناير 2024، شارك سلاح الجو الملكي الأردني في استجابة منسقة عقب هجوم بطائرة مسيرة استهدف قاعدة أمريكية (Tower 22) شمال شرق الأردن، والذي نُسب إلى ميليشيات مدعومة من إيران وأدى إلى مقتل ثلاثة جنود أمريكيين وإصابة أكثر من 40 آخرين.
في 3 فبراير 2024، شاركت مقاتلات إف-16 أردنية مع قاذفات B-1B الأمريكية وطائرات أخرى في سلسلة غارات استهدفت مواقع استراتيجية للميليشيات في سوريا والعراق، مستخدمة أكثر من 125 ذخيرة موجهة بدقة. قدم سلاح الجو الأردني الأردني دعماً جوياً على الحدود السورية-العراقية، مركزًا على الاستطلاع وضرب الأهداف الثانوية للحد من تحركات الميليشيات ومسارات هروبها.
استهدفت الضربات في سوريا منشآت هامة في دير الزور والبوكمال، بما في ذلك مستودعات أسلحة ومراكز استخبارات وقيادة تابعة لقوى موالية لإيران. عكس دور سلاح الجو الأردني في هذه العمليات توسع مشاركته في جهود مكافحة الإرهاب والأمن الإقليمي، وأكد التزامه بدعم قوات التحالف ضد النفوذ الإيراني.
أبرزت هذه المشاركة تعمق التحالف الأمني بين الأردن والولايات المتحدة، وأظهرت أهمية الأردن الاستراتيجية في أمن المنطقة، إلى جانب تطور قدرات سلاح الجو الملكي الأردني في العمليات الدفاعية المعقدة والمتعددة الأطراف.

### الجسور الجوية الإنسانية إلى غزة (2023–حتى الآن)
استجابةً للأزمة الإنسانية خلال الحرب في غزة، نسّق سلاح الجو الملكي الأردني مهمات إغاثة حيوية لإيصال المساعدات إلى المناطق المتضررة. وفي إطار التزام الأردن بدعم المدنيين الفلسطينيين، نفذ سلاح الجو العديد من عمليات الإسقاط الجوي للمواد الغذائية والإمدادات الطبية ومواد الإغاثة الأساسية إلى غزة، رغم الظروف الصعبة واستمرار النزاع الإقليمي.
أبرزت هذه العمليات دور الأردن في المساعدات الإنسانية الإقليمية، حيث عمل سلاح الجو الملكي الأردني بتنسيق وثيق مع الوكالات الدولية لضمان مرور وتوزيع المساعدات بأمان. ومن خلال هذه الجهود، يواصل سلاح الجو الملكي الأردني أداء مهمته المزدوجة في الدفاع الوطني والدعم الإقليمي، مما يعكس مرونته والتزامه بمبادئ الأمن والعمل الإنساني.

### تصعيد إسرائيل وإيران في يونيو 2025
أقلعت مقاتلات سلاح الجو الملكي الأردني عقب الضربات الإسرائيلية على إيران في يونيو 2025 وتم تفعيل أنظمة الدفاع الجوي لاعتراض الطائرات المسيّرة الإيرانية التي دخلت الأجواء الأردنية، مما حال دون وصولها دفاعا عن حدود دولتهم فقط في اطار تحالف دفاعي مشترك.

## التنظيم
تضم القوات الجوية الملكية الأردنية قوة نشطة تبلغ حوالي 14,000 فرد. وتشمل ست قواعد جوية رئيسية بالإضافة إلى تسعة عشر سربًا جويًا، وأربعة عشر بطارية صواريخ "آي هوك"، ومدرستين للتدريب (مدرسة تدريب الطيران القتالي ومدرسة القتال الجوي). يقع مقر القيادة العامة للقوات الجوية الملكية الأردنية في قاعدة الملك عبد الله الأول الجوية في عمّان.

### القواعد الجوية
| القاعدة الجوية              | الموقع                   | السرب               | الطائرات                             |
| --------------------------- | ------------------------ | ------------------- | ------------------------------------ |
| قاعدة الملك عبد الله الأول  | ماركا، عمان الكبرى       | السرب 3             | C-130H، M28، Il-76TD                 |
| قاعدة الملك عبد الله الأول  | ماركا، عمان الكبرى       | السرب 7             | AS332M-1، UH-60A، EC635T1، EC635T2i  |
| قاعدة الملك عبد الله الأول  | ماركا، عمان الكبرى       | السرب الملكي        | S-70A-11، UH-60M VIP، AW-139         |
| قاعدة الملك عبد الله الأول  | ماركا، عمان الكبرى       | الإسعاف الجوي       | AW-139                               |
| قاعدة الملك عبد الله الثاني | الغباوي، محافظة الزرقاء  | السرب 8             | UH-60M                               |
| قاعدة الملك عبد الله الثاني | الغباوي، محافظة الزرقاء  | السرب 9             | S-100                                |
| قاعدة الملك عبد الله الثاني | الغباوي، محافظة الزرقاء  | السرب 10            | AH-1F (SES)                          |
| قاعدة الملك عبد الله الثاني | الغباوي، محافظة الزرقاء  | السرب 12            | AH-1F                                |
| قاعدة الملك عبد الله الثاني | الغباوي، محافظة الزرقاء  | السرب 14            | UH-60A                               |
| قاعدة الملك عبد الله الثاني | الغباوي، محافظة الزرقاء  | السرب 15            | Ce208B-ISR، Ce208B EX-ISR            |
| قاعدة الملك عبد الله الثاني | الغباوي، محافظة الزرقاء  | السرب 25            | AT-802U، AT-802i Block 4، AT-802F    |
| قاعدة الملك عبد الله الثاني | الغباوي، محافظة الزرقاء  | السرب 28            | MD530FF، AH 530 Block II (تحت الطلب) |
| قاعدة الملك عبد الله الثاني | الغباوي، محافظة الزرقاء  | السرب 30            | UH-60L                               |
| قاعدة الملك عبد الله الثاني | الغباوي، محافظة الزرقاء  | السرب 32            | AC-235                               |
| قاعدة الزرقاء               | سهل نصاب، محافظة الزرقاء | السرب 9             | S-100                                |
| قاعدة الزرقاء               | سهل نصاب، محافظة الزرقاء | السرب 26            | Mi-26T2                              |
| قاعدة الملك حسين            | المفرق، محافظة المفرق    | السرب 4             | G120TP                               |
| قاعدة الملك حسين            | المفرق، محافظة المفرق    | السرب 5             | R44-II، Bell 505                     |
| قاعدة الملك حسين            | المفرق، محافظة المفرق    | السرب 11            | PC-21                                |
| قاعدة الملك حسين            | المفرق، محافظة المفرق    | مدرسة الطيران       | G120TP                               |
| قاعدة موفق السلطي           | الأزرق، محافظة الزرقاء   | السرب 1             | إف-16AM/BM                           |
| قاعدة موفق السلطي           | الأزرق، محافظة الزرقاء   | السرب 2 (OCU)       | إف-16AM/BM                           |
| قاعدة موفق السلطي           | الأزرق، محافظة الزرقاء   | السرب 6             | إف-16AM/BM، إف-16C/D (تحت الطلب)     |
| قاعدة الرويشد               | الرويشد، محافظة المفرق   | السرب 10/12 (مفرزة) | AH-1F، AH-1F (SES)                   |
| قاعدة الرويشد               | الرويشد، محافظة المفرق   | السرب 15 (مفرزة)    | Ce208B-ISR، Ce208B EX-ISR            |
| قاعدة الأمير حسن            | الصفاوي، محافظة المفرق   | لا يوجد أسراب       | -                                    |
| قاعدة الملك فيصل            | الجفر، محافظة معان       | لا يوجد أسراب       | -                                    |

### الأسراب
- السرب الأول: تأسس عام 1958 بطائرات هوكر هنتر، ثم تم تزويده لاحقاً بطائرات إف-5، وميراج إف1، وحالياً بطائرات جنرال دايناميكس/لوكهيد إف-16.[47] تمركز السرب في عمان والمفرق، وحالياً في الأزرق، مع فترات قصيرة في قاعدة H5 وقاعدة الحبانية في العراق.[48]
- السرب الثاني: تأسس عام 1958 بطائرات دي هافيلاند فامباير، ثم بطائرات هنتر، وفي عام 1974 بطائرات إف-5A وF-5B كسرب تدريب متقدم في قاعدة الملك الحسين الجوية بالمفرق. لاحقاً عمل كسرب مقاتلات من عمان والمفرق، ثم عاد إلى المفرق وأعيدت تسميته عام 1978 إلى كلية الملك حسين الجوية، مع استخدام طائرة كاسا C-101 كطائرة تدريب نفاثة متقدمة.[49] السرب الآن في قاعدة موفق السلطي الجوية ومجهز بطائرات إف-16.[47]
- السرب الثالث: تأسس عام 1959 وكان مزيجاً من الطائرات ثابتة الجناح والمروحيات حتى فبراير 1973 حين أُسس سرب مروحيات منفصل. شملت طائراته دي هافيلاند دوف، هيرون، أمباسادور، C-47، C-119، بريتن نورمان آيلاندر، كاسا 212 و235، إضافة إلى مروحيات ويستلاند ويرلويند، ويدجون، سكاوت، وألويت 3. يتبع السرب جناح النقل الجوي ويتمركز في قاعدة الملك عبد الله الأول الجوية (مطار عمان المدني)، وحالياً مجهز بطائرات لوكهيد C-130 هيركوليس وكاسا 295.

### الدفاع الجوي الملكي الأردني
يعد الدفاع الجوي الملكي الأردني جزءاً من سلاح الجو الملكي، ويضم صواريخ أرض-جو، ومدافع مضادة للطائرات، ومحطات رادار، بالإضافة إلى مركز حرب إلكترونية حديث ومنظومات مضادة إلكترونية مرتبطة بمراكز القيادة والسيطرة (C2).

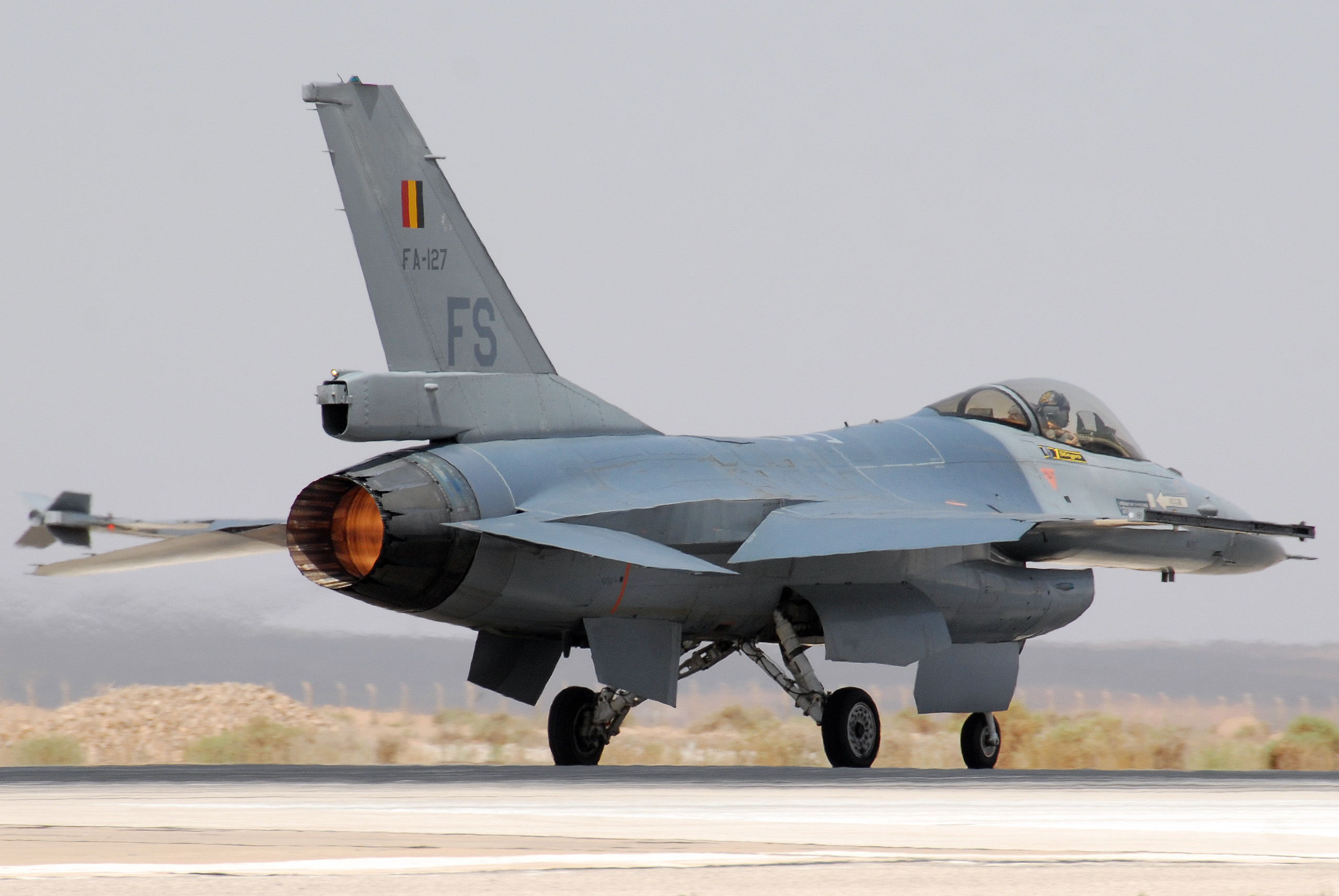
طائرة من طراز F-16 فايتينغ فالكون تستعد للإقلاع من قاعدة موفق السلطي الجوية في الأردن.

يمتلك الأردن نظام مراقبة جوية متكامل يوفر صورة لحظية عبر مراكز قيادة متعددة ومواقع نائية لحماية الأجواء الوطنية، ويُعرف هذا النظام باسم "أومنيكس" (Omnyx™)، حيث يدمج بين أجهزة الاستشعار والاتصالات الصوتية والبيانات لتحقيق التكامل بين سلاح الجو الملكي وبقية القوات المسلحة الأردنية. يتيح النظام اكتشاف الأهداف الجوية وإدارة المجال الجوي وتنفيذ مهام الدفاع الجوي بكفاءة عالية.تشمل قدرات القيادة والسيطرة والحرب الإلكترونية في سلاح الجو الملكي الأردني:
- نظام Omnyx™ يمكّن سلاح الجو الأردني من تتبع وتحديد هوية الطائرات وتقييم التهديدات وإدارة الاشتباكات الجوية وتعزيز الوعي بالمجال الجوي الأردني في جميع الأوقات.
- منظومة C4ISR قادرة على خدمة عدة قطاعات وجهات داخلية، ومنظومة دفاع جوي قادرة على الإنذار المبكر وإدارة الدفاع الجوي الوطني بشكل لحظي.
- شبكة RADIANT C4I الوطنية للحرب الإلكترونية تربط مراكز القيادة الإقليمية والرادارات الأرضية ووحدات الدفاع الجوي.
- يمتلك الأردن القدرة على كشف الصواريخ الجوالة والطائرات والمسيّرات لمسافات بعيدة من خلال مشروع يربط خمسة رادارات ثلاثية الأبعاد أمريكية (1 من نوع FPS-117 و4 من نوع TPS-77)، ورادار مطار الملكة علياء، ورادارات سد الفجوات مع منظومة ADSI، وقواعد جوية ووحدات إطلاق النار لبناء مظلة دفاع جوي متكاملة (IADS).

#### رادارات مراقبة الأجواء
- 1 رادار ثلاثي الأبعاد AN/FPS-117.[51]
- 4 رادارات ثلاثية الأبعاد AN/TPS-77
- 5 رادارات تكتيكية ثنائية الأبعاد AN/TPS-63
- 5 رادارات ماركوني S711 (محدثة عام 2005)
- رادارات سد الفجوات ومراقبة الحدود

#### الدفاع الجوي متوسط وبعيد المدى
- 24 منظومة MIM-23B فاز III I-Hawk (تم تحديثها عام 2016)
- بين 2004 و2012 تم اقتناء مكونات 8 بطاريات Hawk Phase III تدريجياً، وتم تحديث بعض البطاريات القديمة إلى هذا المستوى، كما استلم الأردن أكثر من 400 صاروخ MEI-23E في 2014 و2016.

## العتاد والتسليح
| الطائرة                     | المنشأ                              | النوع                      | الطراز           | العدد بالخدمة      | ملاحظات                                                                                    |
| طائرات قتالية               | طائرات قتالية                       | طائرات قتالية              | طائرات قتالية    | طائرات قتالية      | طائرات قتالية                                                                              |
| --------------------------- | ----------------------------------- | -------------------------- | ---------------- | ------------------ | ------------------------------------------------------------------------------------------ |
| إف-16 فايتر فالكون          | الولايات المتحدة                    | طائرة قتالية متعددة المهام | إف-16C/D بلوك 70 | 0 (16 على الطلب)   | 12 طلبت في 2024، التسليم حتى 2027، مع رادار AESA متطور وأنظمة إلكترونيات طيران محدثة       |
| إف-16AM بلوك 20 MLU         | الولايات المتحدة                    | طائرة قتالية متعددة المهام | بلوك 20          | 43                 | العمود الفقري للقوات الجوية الأردنية، مطورة بمعيار MLU مع تحسينات في الإلكترونيات والرادار |
| إف-16BM بلوك 20 MLU         | الولايات المتحدة                    | طائرة ثنائية مقعد          | بلوك 20          | 18                 | نسخة تدريبية وتشغيلية، مطورة بمعيار MLU                                                    |
| مهام خاصة                   |                                     |                            |                  |                    |                                                                                            |
| CASA/IPTN CN-235            | إسبانيا / الولايات المتحدة / الأردن | مكافحة التمرد / ISR        | AC-235           | 2                  | سلمت 2011، معدلة كسفن مدرعة مسلحة بمدفع M230 وصواريخ APKWS و AGM-114 هلفاير                |
| سيسنا 208B جراند كارافان    | الولايات المتحدة                    | استطلاع ومراقبة            | Ce208B-ISR       | 6                  | سلمت بين 2009-2011                                                                         |
| Ce208B EX-ISR               | الولايات المتحدة                    | استطلاع ومراقبة            | EX-ISR           | 6                  | 2 سلمت 2017، و4 طائرات معدلة سلمت 2024                                                     |
| إير تراكتور AT-802          | الولايات المتحدة                    | مكافحة التمرد / ISR        | AT-802U          | 4                  | مخصصة لليمن أصلاً، سلمت للأردن 2016                                                         |
| AT-802i بلوك 4 BPA          | الولايات المتحدة                    | مكافحة التمرد / ISR        | بلوك 4 BPA       | 6                  | منحة من الإمارات 2014، مطورة من بلوك 2 إلى بلوك 4                                          |
| إير تراكتور AT-802          | الولايات المتحدة                    | مكافحة حرائق               | AT-802F          | 2                  | سلمت 2023                                                                                  |
| طائرات نقل                  |                                     |                            |                  |                    |                                                                                            |
| لوكهيد C-130 هيركوليز       | الولايات المتحدة                    | نقل تكتيكي                 | C-130H           | 10                 | 4 طائرات سلمت 1980s، 3 طائرات مستعملة سلمت 2021 و2022                                      |
| PZL M28 سكاي ترك            | بولندا                              | نقل تكتيكي                 | -                | 2                  | سلمت 2013 و2015، تم تعديلها في 2016 و2018                                                  |
| إيليوشين Il-76              | روسيا                               | نقل استراتيجي              | Il-76TD          | 2                  | واحدة مستأجرة من Silk Way Airlines، وأخرى من UATG                                          |
| غلف ستريم G650/G700/G800    | الولايات المتحدة                    | نقل ملكي                   | G650ER / G700    | 1 / 1              | مسجلة برقم VQ-BNZ و VP-BXS                                                                 |
| هليكوبترات                  |                                     |                            |                  |                    |                                                                                            |
| بيل AH-1 كوبرا              | الولايات المتحدة                    | هليكوبتر هجومي             | AH-1F            | 22                 | 49 سلمت بين 1985 و2016، نقل بعضها لباكستان والفلبين وكينيا                                 |
| AH-1F (SES)                 | الولايات المتحدة                    | هليكوبتر هجومي مطورة       | -                | 22                 | 12 طائرة مجددة لحمل AGM-114 Hellfire و APKWS، طائرة تحطمت يونيو 2023                       |
| MD هيليكوبترز MD530         | الولايات المتحدة                    | هليكوبتر هجومي             | MD530FF          | 6                  | سلمت 2006، تحديث إلكترونيات 2024                                                           |
| AH530 بلوك II               | الولايات المتحدة                    | هليكوبتر هجومي             | -                | 6                  | طلب أغسطس 2023، 4 سلمت ديسمبر 2024                                                         |
| بوينغ AH-6                  | الولايات المتحدة                    | هليكوبتر هجومي             | AH-6i            | 24 طلب             | طلبت العام الماضي                                                                          |
| سيكورسكي UH-60 بلاك هوك     | الولايات المتحدة                    | نقل / إنقاذ                | UH-60A / L / M   | 8 / 8 / 16 (4 طلب) | سلمت على مراحل بين 2007-2018، 4 طائرات VIP للنقل الملكي بين 2013-2024، 4 طلب 2024 مع ترقية |
| سيكورسكي S-70               | الولايات المتحدة                    | هليكوبتر VIP               | S-70A-11         | 5                  | سلمت في 1980-1990 للنقل الملكي                                                             |
| أغوستاويستلاند AW139        | إيطاليا                             | VIP / إسعاف جوي            | -                | 3                  | 2 مخصصة للإسعاف الجوي، 1 للنقل الملكي                                                      |
| يوركوبتر EC635              | فرنسا / ألمانيا                     | نقل                        | EC635T1 / T2i    | 9 / 3              | 9 طائرات سابقاً برتغالية، بعضها مطور، طائرة تحطمت 2016                                      |
| إيروسباتيال AS332 سوبر بوما | فرنسا                               | نقل                        | AS332M-1         | 7                  | 11 سلمت 1987، طائرة تحطمت 1989، 3 نقلت لبنين 2023                                          |
| ميل مي-26                   | روسيا                               | هليكوبتر نقل ثقيل          | Mi-26T2          | 4                  | سلمت 2018-2019                                                                             |
| طائرات تدريب                |                                     |                            |                  |                    |                                                                                            |
| بيلاتوس PC-21               | سويسرا                              | تدريب متقدم                | -                | 12                 | سلمت 2017-2019                                                                             |
| جروب G 120TP                | ألمانيا                             | تدريب أساسي                | -                | 13                 | 16 سلمت 2016-2018، 3 تحطمت 2017، 2022، 2024                                                |
| بيل 505 جت رينجر إكس        | الولايات المتحدة                    | تدريب هليكوبتر             | -                | 10                 | تسليم اكتمل يوليو 2024                                                                     |
| إيروسباتيال AS350 إيكورييل  | فرنسا                               | تدريب هليكوبتر             | AS350B3          | 1+                 | 7 طائرات من الإمارات في 2000s، 6 بيعت للسوق المدني                                         |
| روبنسون R44                 | الولايات المتحدة                    | تدريب هليكوبتر             | -                | 12                 | سلمت 2014-2016                                                                             |

## الطائرات الخارجة من الخدمة
شغّل سلاح الجو الملكي الأردني على مر السنين مجموعة متنوعة من الطائرات التي تم إخراجها لاحقًا من الخدمة الفعلية. وقد أسهمت هذه الطائرات بشكل كبير في مهام التدريب والقتال والنقل والاستطلاع، وتعكس تطور قدرات سلاح الجو الأردني عبر الزمن. حفظت العديد من هذه الطائرات الخارجة من الخدمة، مثل دي هافيلاند فامباير ودي هافيلاند دوف وغيرها، في متاحف الأردن، مثل متحف الدبابات الملكي ومتحف سلاح الجو الملكي، احتفاءً بتاريخ الطيران الأردني وإرث سلاح الجو الملكي. من أبرز الطائرات الخارجة من الخدمة:
الطائرات المقاتلة والهجومية
- دي هافيلاند فامباير: وهي من أوائل الطائرات النفاثة في سلاح الجو الملكي الأردني، دخلت الخدمة في خمسينيات القرن الماضي، وتم حفظ بعضها في متاحف أردنية مثل متحف الدبابات الملكي ومتحف سلاح الجو الملكي.
- هوكر هنتر
- إف-104 ستارفايتر: مقاتلة اعتراضية عالية السرعة خدمت خلال الحرب الباردة، وتتميز بتصميمها الفريد وقدراتها فوق الصوتية.
- نورثروب إف-5 تايغر 2
- داسو ميراج إف1: مقاتلة متعددة المهام استخدمت بكثافة في مهام الدفاع، وأُخرجت من الخدمة مع تحديث الأسطول بطائرات إف-16.

طائرات التدريب والاتصال
- سيسنا تي-37: طائرة تدريب أساسية استخدمت على نطاق واسع لإعداد الطيارين للتدريب على الطائرات النفاثة المتقدمة.
- كاسا سي-101 أفيوجيت
- بي إيه إي سيستمز هوك
- بولدوج 125: استخدمت في التدريب الأساسي وتطوير الطيارين.
- سلينغسبي تي67 فايرفلاي
- دي هافيلاند دوف: استخدمت في البداية للتدريب والنقل، وتم حفظ بعضها في المتاحف الأردنية كجزء من التراث الجوي الوطني.

طائرات النقل والخدمات
- بوينغ 727: طائرة نفاثة متوسطة المدى استخدمت للنقل داخل سلاح الجو.
- غلف ستريم 3: استخدمت لنقل كبار الشخصيات ومهام الاتصال.
- أنتونوف 12 (أن-12 كوب): طائرة نقل متوسطة الحمولة استخدمت للدعم اللوجستي وعمليات النقل الإقليمية.
- فيرتشايلد سي-119 فلاينغ بوكسكار
- كاسا سي-295
- كاسا سي-212 أفيوقار
- دوغلاس سي-47 سكاي ترين

المروحيات
- ألويت 3: مروحية خفيفة متعددة الاستخدامات استخدمت في البحث والإنقاذ والإخلاء الطبي والنقل.
- إيروسباسيال غازيل: خدمت في مهام الاستطلاع والاستخدامات الخفيفة، وتتميز برشاقتها وتعدد استخداماتها.
- بيل يو إتش-1 إيروكوا
- سيكورسكي إس-76: استخدمت في النقل والدعم الجوي، وتم حفظ بعضها في المتاحف الأردنية.

## التطورات المستقبلية
يمضي سلاح الجو الملكي الأردني في مسار ديناميكي من التحديث، عبر اقتناء طائرات جديدة، وإخراج الطرازات القديمة من الخدمة، والمضي قدمًا في تحديثات متقدمة للحفاظ على التفوق الإقليمي.

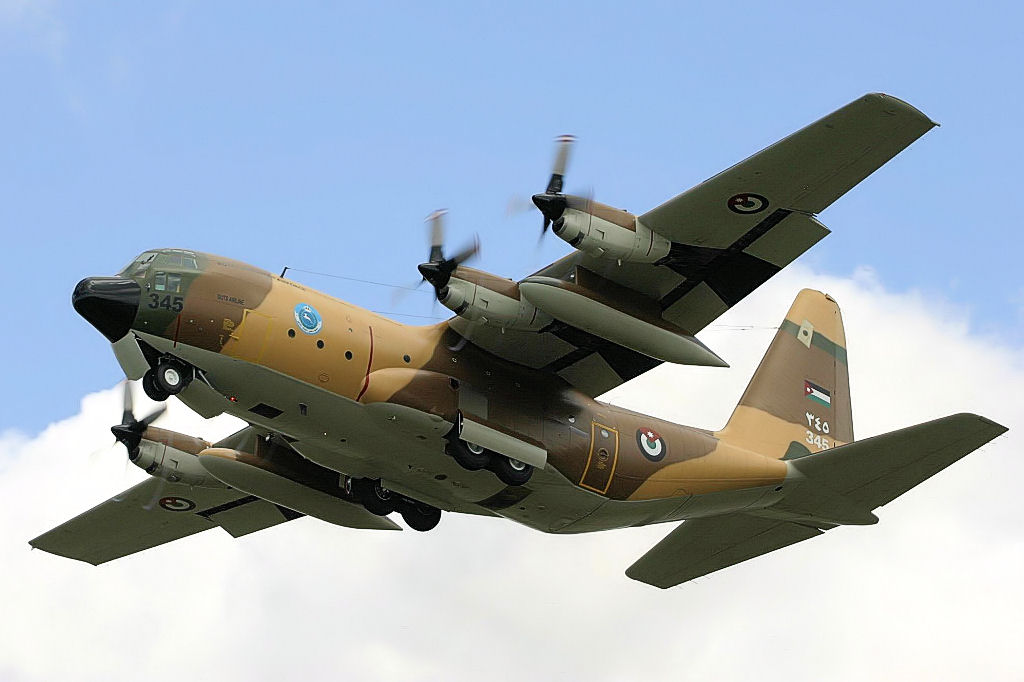
طائرة من طراز C-130H هيركوليز خلال معرض القوات الجوية الملكية الدولي لعام 2004.

في 24 يوليو 2019، حصل قائد سلاح الجو الملكي الأردني اللواء يوسف الحنيطي على ترقية مهمة ليشغل منصب رئيس هيئة الأركان المشتركة للقوات المسلحة الأردنية، تقديرًا لإسهاماته في تطوير المؤسسة العسكرية. وتم تعيين العميد زيد النقروش قائدًا جديدًا لسلاح الجو، مع التزامه بمواصلة النهج الاحترافي الذي أرساه سلفه.
في 3 مارس 2020، أُعلن أن سلاح الجو قرر التحول من تحديث طائرات إف-16 القديمة إلى شراء أحدث طرازات إف-16 بلوك 70/72، بهدف استبدال الأسطول القديم بمقاتلات حديثة مزودة برادارات متطورة وأنظمة إلكترونيات محسنة وقدرات قتالية موسعة.
في سبتمبر 2020، بدأ سلاح الجو الأردني التعاون مع مركز إدارة دورة حياة القوات الجوية الأمريكية في قاعدة رايت باترسون بولاية أوهايو لدراسة برنامج تحديث بلوك 70 التشغيلي.
في 28 يوليو 2021، كشف سلاح الجو عن مقاتلات إف-16 المطوّرة التي تمت ترقيتها إلى المستويات 5 و6.5، ما جعلها تقارب قدرات طائرات إف-16C/D بلوك 50/52، ومزودة بذخائر متقدمة مثل قنابل GBU، وأنظمة JDAM، وصواريخ جو-جو وجو-أرض، بالإضافة إلى حواضن الاستهداف والاستطلاع.
في 14 نوفمبر 2021، أُعلن أن مقاتلات إف-16 MLU 6.5 تم طلاؤها بطلاء خاص يمتص الأشعة الرادارية (Glass V Paint) لتعزيز قدراتها على التخفي، في إطار استراتيجية تعزيز بقاء الأسطول في بيئات التهديد العالي.

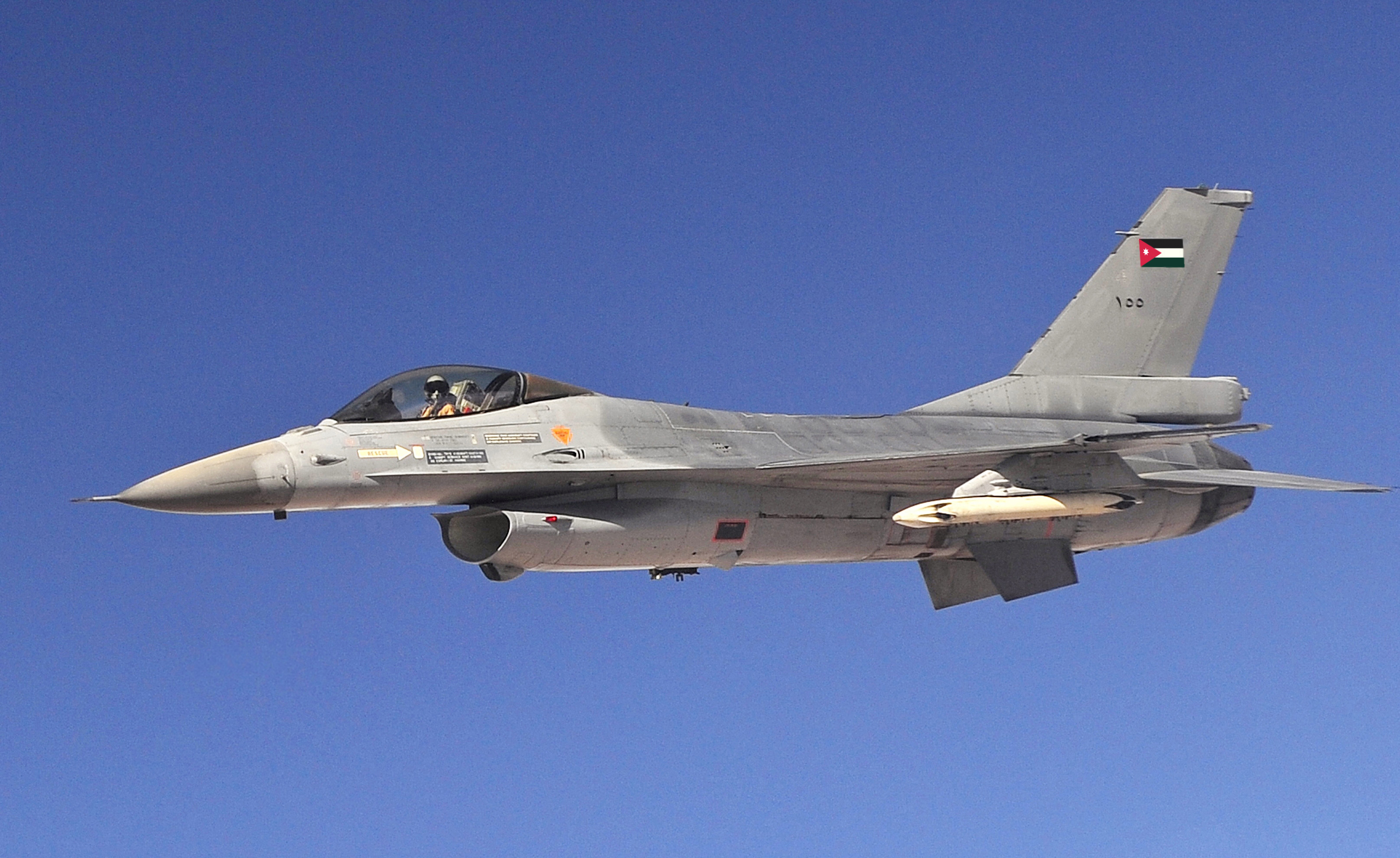
طائرة إف-16.

في 3 فبراير 2022، وافقت وزارة الخارجية الأمريكية على صفقة محتملة لبيع 16 مقاتلة إف-16 C/D بلوك 70 للأردن بقيمة تقارب 4.21 مليار دولار، تشمل 12 مقعدًا واحدًا و4 مقعدين مزدوجين، إلى جانب محركات وأنظمة تسليح إضافية.
ضمن استراتيجية التحديث طويلة المدى، أكد سلاح الجو في يناير 2023 بدء إخراج الطائرات القديمة تدريجيًا، مع إعطاء أولوية لاستلام طائرات إف-16 بلوك 70 المتوقع وصولها أواخر 2024، والتي تتميز برادار AESA وأنظمة إلكترونية متقدمة، ما يمثل نقلة نوعية في قدرات القتال الجوي والأرضي.
في مارس 2024، أعلن سلاح الجو الأردني عن رفع جاهزية الأسطول وزيادة ساعات التدريب العملياتي استعدادًا لاستقبال طائرات بلوك 70 الجديدة.
استمرت عملية التحديث حتى نهاية 2024 مع تسلم الدفعة الأولى من طائرات إف-16 بلوك 70، ما يعزز مكانة الأردن في التفوق الجوي الإقليمي ويزوده بمقاتلات متعددة المهام قادرة على مواجهة التهديدات الحديثة بمختلف السيناريوهات.

## الأفراد

### القادة
يترأس سلاح الجو الملكي الأردني قائد يُعرف بقائد سلاح الجو. فيما يلي قائمة بأبرز قادة سلاح الجو الملكي الأردني منذ تأسيسه:
- إبراهيم عثمان (1956–1962)
- جريس مشربش (1962)
- سهل حمزة (1962)
- صالح الكردي (1962–1970)
- وليد شرف الدين (1971–1973)
- عبود سالم حسن (1973–1976)
- صالح الكردي (1976–1980)
- تيسير زعرور (1980–1982)
- إحسان شردم (1983–1993)
- عوني بلال (1993–1994)
- محمد القضاة (1994–1995)
- محمد خير عبابنة (1995–1999)
- سعود نصيرات (1999–2002)
- الأمير فيصل بن الحسين (2002–2004)
- حسين البس (2004–2006)
- حسين شوداش (2006–2010)
- مالك حباشنة (2010–2013)
- منصور الجبور (2013–2016)
- يوسف الحنيطي (2016–2019)
- زيد النقروش (2019–2021)
- محمد الحياصات (2021–حتى الآن)

### شخصيات بارزة
- عامر خماش: أول طيار أردني معترف به، تلقى تدريبه في قاعدة ميدل وولوب التابعة لسلاح الجو الملكي البريطاني في المملكة المتحدة عام 1949، وحصل على جناحي الطيران من الملك المؤسس عبد الله الأول بن الحسين عام 1950.
- معاذ الكساسبة: طيار في سلاح الجو الملكي الأردني، أُسر وأُعدم حرقاً على يد تنظيم داعش عام 2015.
- العميد الركن فخري أبو حميّدان: أول أردني يقود طائرات مقاتلة نفاثة، وقائد قاعدة الملك حسين الجوية.

## وصلات خارجية
- سلاح الجو الملكي الأردني، دخل في 1 آذار 2009.